# Рио (фильм, 1939)
«Рио» (англ. Rio) — американский криминальный фильм режиссёра Джона Брама, который вышел на экраны в 1939 году.
Фильм рассказывает о французском финансисте Поле Рейнаре (Бэзил Рэтбоун), которого за банковское мошенничество приговаривают к 10-летнему сроку в исправительной колонии в Южной Америке. Его жена Айрин (Сигрид Гури) едет вслед за ним в Рио-де-Жанейро, где вскоре влюбляется в американского инженера Билла Грегори (Роберт Каммингс). После побега Поль видит, что жена любит Билла и хочет его убить, однако слуга Поля в попытке помешать выстрелу случайно убивает своего хозяина.
Хотя фильм и не имел широкого успеха, однако получил положительные отзывы критики, особенно высоко оценившей режиссёрскую работу Джона Брама, предвосхитившей появления жанра фильм нуар, а также игру Бэзила Рэтбоуна, который вскоре прославится как исполнитель роли Шерлока Холмса в серии фильмов 1939—1946 годов.

## Сюжет
Французский финансист Поль Рейнар (Бэзил Рэтбоун) отчаянно пытается получить в Лондоне кредит, чтобы спасти свою компанию от краха. После неудачи в переговорах Поль возвращается на самолёте домой, где его верный слуга Дирк (Виктор Маклаглен) пытается убедить босса не лететь в Париж, где тому грозит тюрьма. Тем не менее, самоуверенный Поль не обращает внимания на слова Дирка, так как убеждён в том, что ему удастся разобраться со всеми проблемами. В Париже при встрече со своими кредиторами Поль угрожает им разорением и крупным скандалом в случае, если они откажут ему в новом кредите, после чего отправляется со своей любимой женой Айрин (Сигрид Гури) в фешенебельный ресторан на празднование первой годовщины их свадьбы. Прямо в ресторане, где Айрин когда-то работала певицей, при стечении огромного количества людей полиция арестовывает Поля и вскоре за финансовые махинации его осуждают на десять лет. По приговору суда Поль отправляется отбывать наказание в одну из исправительных колоний, которая расположена в тропическом лесу недалеко от Рио-де-Жанейро. Перед отправлением Поль просит Айрин забыть о нём и начать новую жизнь, тем более, что он оставил ей достаточно драгоценностей, чтобы она могла содержать себя. Однако, верная своему мужу, Айрин регулярно пишет Полю письма, а вскоре вместе с Дирком перебирается в Рио, чтобы быть ближе к Полю и ухаживать за ним. Она поступает на работу певицей в ресторан Роберто (Лео Каррилло), а Дирк там же устраивается барменом. В клубе Айрин знакомится с остроумным американским инженером Биллом Грегори (Роберт Каммингс), который упал духом и запил после того, как по вине коррумпированных поставщиков рухнул только что построенный им мост. Тем временем в тюрьме Поль тревожится по поводу того, что от Айрин перестали приходить письма. Несмотря на то, что только что очередной побег закончился гибелью заключённого, Поль с помощью Дирка решает бежать. На карнавале в ресторане Роберто Айрин к неудовольствию Дирка весь вечер танцует с Биллом. Под конец вечера Билл, который влюбился в Айрин, целует её, однако она говорит, что не должна была позволять этого, и они не могут быть вместе. Вскоре на сельскохозяйственной плантации Роберто ломается насос, в результате чего посёлок и рабочие остаются без воды. Пьяный Билл вызывается всё наладить, однако протрезвев на следующее утро, пытается отказаться от этой работы. Тем не менее, увидев очередь из крестьян за питьевой водой, Билл меняет своё мнение, обязуясь не только починить насос, но и построить дамбу. В таверну Роберто приходит только что освободившийся заключённый, который пересказывает Дирку разработанный Полем план побега, согласно которому Дирк должен переслать Полю в колонию некоторые вещи. В посёлке на торжествах по случаю пуска в строй дамбы власти и крестьяне чествуют Билла, который благодаря этой работе бросил пить и восстановил свои моральные и физические силы. Он снова объясняется в любви к Айрин, которая признаётся, что тоже полюбила его, однако должна быть верна мужу. Она рассказывает, что очень любила Поля и восхищалась им, хотя и опасалась его. Теперь же она его разлюбила, однако не может его бросить, как он её муж и их так многое связывало. Тем временем Поль совершает побег, беря с собой ещё одного заключённого Мащи (Ирвинг Бейкон), без помощи которого он бы не смог продраться сквозь джунгли. Когда они наконец выбираются на открытое пространство, Поль убивает своего напарника ножом со словами «ты мне очень помог», после чего вешает ему на руку свой арестантский жетон, а затем находит на реке Дирка, который ждёт его вместе с лодкой. Вскоре газеты сообщают о том, что в джунглях обнаружен труп Поля Рейнара, который пытался бежать из колонии. Узнав о смерти Поля, Айрин ощутила себя свободной женщиной и планирует совместную жизнь с Биллом. Зайдя после выступления в свою гримёрку, Айрин неожиданно видит там Поля, что приводит её в шок. Айрин говорит, что была верна ему, но полюбила другого, однако Поль настаивает на том, что они всё ещё муж и жена и завтра уедут вместе. В этот момент, почувствовав неладное, в гримёрку врывается Билл, а за ним и Дирк, который сообщает, что ресторан окружает полиция и Полю надо немедленно бежать. Поль требует, чтобы Айрин бежала вместе с ним, однако она отказывается и остаётся с Биллом. Поняв, что потерял жену навсегда, Поль говорит, что после этих её слов чувствует себя мёртвым. Он достаёт пистолет, чтобы застрелить Билла, однако Дирк в попытке остановить Поля хватает хватает его за руку. В последующей борьбе раздаётся выстрел, который становится для Поля смертельным. Дирк берёт на руки его тело и выносит на улицу, где попадает под огонь окружившей здание полиции.

## В ролях
- Бэзил Рэтбоун — Поль Рейнар
- Виктор Маклаглен — Дирк
- Сигрид Гури — Айрин Рейнар
- Роберт Каммингс — Билл Грегори
- Лео Каррилло — Роберто
- Билли Гилберт — Мануэло
- Морис Москович — старый заключенный
- Сэмьюэл С. Хайндс — Ламартин
- Ирвинг Пичел — Рокко
- Ирвинг Бейкон — Маши
- Ферике Борос — Мария
- Генри Арметта — метрдотель (в титрах не указан)

## История создания фильма
Как отметил историк кино Артур Лайонс, иммигрант из Румынии «Жан Негулеско, который написал изначальную историю этого фильма, вскоре станет одним из самых знаменитых голливудских режиссёров, благодаря постановке четырёх нуаров категории А, среди них „Маска Димитриоса“ (1944) и „Придорожное заведение“ (1948), а также таких дорогих драм и комедий, как „Титаник“ (1953) и „Как выйти замуж за миллионера“ (1953)».
Немецкий режиссёр Джон Брам прибыл в Голливуд в 1937 году, где привлёк к себе внимание постановкой суровой криминальной драмы «Дайте нам жить» (1937), а в начале 1940-х годов обратился к жанру нуарового хоррора, поставив такие замечательные фильмы, как «Жилец» (1944) и «Хэнговер-сквер» (1945).
Как отметил историк кино Хэл Эриксон, английский актёр Бэзил Рэтбоун, который знаменит прежде всего по роли Шерлока Холмса в серии фильмов 1939—1946 годов, в 1938 году уже играл вместе с актрисой норвежского происхождения Сигрит Гури в картине «Приключения Марко Поло». По информации «Голливуд Репортер», первоначально на главную женскую роль планировалась французская актриса Даниель Дарьё.

## Оценка фильма критикой
После выхода фильма на экраны кинообозреватель «Нью-Йорк Таймс» Фрэнк С. Ньюджент дал ему высокую оценку, отметив, что хотя это и фильм категории В, но благодаря режиссёру Джону Браму он сделан так, «как будто это А». По мнению Ньюджента, как «Рио», так «Дайте нам жить» прошлого года, «если и не являются полным триумфом режиссёрского ума над рутинным сюжетным материалом, то, по крайней мере, представляют его победу в нескольких важных сражениях. Более того, этот фильм представляет собой попытку режиссёра уйти от сложившихся схем и попытаться сделать что-то новое. Уже за это мы должны одобрить и поддержать его». Как далее отмечает критик, вместо того, чтобы рассказывать эту «внешне простую старую мелодраму» обычным способом, а именно «создавая трафаретных персонажей, эксплуатируя ужасы исправительной колонии и медленно наслаждаясь мелодраматизмом сцены между мужем, женой и любовником», Брам при поддержке сценариста и актёрского состава «повёл дело иным образом, выстраивая характеры, по возможности избегая очевидного и докапываясь до психологических аспектов саспенса и драмы». По мнению Ньюджента, режиссёр хоть и «не достиг полного успеха, что было ожидаемо, однако ему удалось сделать несколько исключительно сильных сцен». Кроме того, он «смог создать галерею интересных персонажей с помощью Рэтбоуна, Гури, Каммингса и Маклаглена, которые исполняют роли, совсем не непохожие на те, которые они играют обычно». Критик считает, что «можно было бы обойтись и меньшим пением Гури, а также сократить необоснованно затянутый фестивальный эпизод», однако эти мелкие недостатки легко перекрываются той «оригинальностью, которую Брам привносит в такую лишённую оригинальности категорию, как фильм категории В».
Современные критики также оценивают фильм в целом позитивно, указывая на связь фильма с нуаровым жанром 1940-х годов. По мнению Артура Лайонса, этот, «один из немногих ранних нуаров Universal, хотя в чём-то и скучен, однако в целом достигает успеха благодаря хорошей режиссуре и убедительно маниакальной игре Рэтбоуна». Историк кино Винсент Брук обращает внимание на «экспрессионистскую постановку мизансцены и световую контрастность кульминационной сцены в лучах мигающего неона, что указывает на склонность Брама к нуаровой эстетике, которая получила дальнейшее развитие в 1940-е годы». Хэл Эриксон отмечает, что при «длительности фильма всего в 75 минут он содержит сюжет на десять фильмов». Критик особенно выделяет игру Рэтбоуна, который «хотя и играет совершенно отвратительно персонажа, в финале оказывается самой симпатичной личностью в фильме, и в этом качестве он является единственной реальной причиной, по которой стоит терпеть все мелодраматические повороты картины».